# Acanthinevania
Genre
Acanthinevania est un genre d'insectes hyménoptères apocrites de la famille des Evaniidae.

## Description
Ce genre est très proche du genre Evania et s'en différencie au niveau de la bouche ainsi que par le caractère épineux des tibias postérieurs. Le genre Acanthinevania remplace le genre Evania pour les espèces présentes en Australie.

## Liste des espèces
Selon GBIF (29 mai 2023) :
- Acanthinevania australis (Schletterer, 1886)
- Acanthinevania braunsi (Kieffer, 1911)
- Acanthinevania braunsiana (Kieffer, 1911)
- Acanthinevania clavaticornis (Kieffer, 1911)
- Acanthinevania erythrogaster (Kieffer, 1904)
- Acanthinevania eximia (Schletterer, 1886)
- Acanthinevania genalis (Schletterer, 1886)
- Acanthinevania humerata (Schletterer, 1889)
- Acanthinevania leucocras (Kieffer, 1911)
- Acanthinevania longigena (Schletterer, 1889)
- Acanthinevania lucida (Schletterer, 1889)
- Acanthinevania mediana (Schletterer, 1889)
- Acanthinevania princeps (Westwood, 1841)
- Acanthinevania quinquelineata (Kieffer, 1904)
- Acanthinevania rufiventris (Kieffer, 1911)
- Acanthinevania scabra (Schletterer, 1889)
- Acanthinevania sericans (Westwood, 1851)
- Acanthinevania striatifrons (Kieffer, 1904)
- Acanthinevania szepligeti (Bradley, 1908)
- Acanthinevania versicolor (Kieffer, 1904)
- Acanthinevania villosicrus (Kieffer, 1904)

## Systématique
Le nom valide complet (avec auteur) de ce taxon est Acanthinevania Bradley, 1908.
Le genre a été créé en 1908 par l'entomologiste américain James Chester Bradley (en) (1884-1975) avec comme espèce type Evania princeps Westwood, 1841, rebaptisée Acanthinevania princeps. 

## Étymologie
Le nom générique, Acanthinevania, est la combinaison du grec ancien ἄκανθος, akanthos, « épine de fleur » suivi de la reprise du genre Evania qui lui est proche et fait référence au caractère épineux des tibias postérieurs.

## Publication originale
- (en) J. Chester Bradley, « The Evaniidae, ensign flies, an archaic family of Hymenoptera », Transactions of the American Entomological Society, vol. 34,‎ 1908, p. 101-194 (ISSN 0002-8320 et 2162-3139, lire en ligne).